# Transhumance dans le Lubéron
 (juillet 2025).
Pour plus de détails, voir Fiche technique et Distribution.
Transhumance dans le Luberon est un film documentaire français réalisé par Philippe Haudiquet en 1970.

## Synopsis
La transhumance d'un jeune berger qui déplace son troupeau vers les pâturages de montage dans le Luberon. Au loin se font entendre des essais de l'aviation militaire.
Dès le début des années 70, avec son film Transhumance dans le Luberon, Philippe Haudiquet participe à la défense d'un cinéma d'inspiration occitane, cinéma artisanal et décentralisé, cinéma en lutte, entre le film ethnographique, la mobilisation militante et la fiction.

## Fiche technique
- Titre : Transhumance dans le Luberon
- Réalisation : Philippe Haudiquet
- Assistant réalisateur : Gérard Zimmermann
- Directrice de production : Marie-Jo Corajoud
- Photographie : Jean-Paul Girault
- Son : Alain Lachassagne
- Montage : Wanda Maciejewska
- Production : 	Citévox
- Pays d'origine :  France
- Genre : Documentaire
- Durée : 20 minutes
- Date de sortie : France, 1970

## Intervenants
- Roger Bonnaud
- Pierre Pessemesse